# Eduardo Victoria de Lecea Arana
Eduardo Victoria de Lecea Arana (Bilbao, 10 de julio de 1835 – 2 de abril de 1907) fue una personalidad política vizcaína. Abogado y diplomático que ocupó gran variedad de cargos políticos, entre los cuales los de diputado foral y provincial, diputado a Cortes, senador y alcalde de Bilbao. Fue presidente del Colegio de Sordomudos de Bizkaia, de la junta del Patronato de la Escuela de Ingenieros Industriales y vocal de Instrucción Pública.

## Biografía

### Origen familiar
Eduardo Victoria de Lecea Arana nació en el seno de una familia de inspiración ideológica liberal fuerista y militó en el partido liberal. Estrechos vínculos de amistad le unían a Práxedes Mateo Sagasta. La casa solariega de Zabalbide, residencia de la familia, sirvió de centro de reunión para la sociedad bilbaína. Tal y como dice Pablo Alzola, en sus salones “se leían poesías y se representaban con maestría diversas comedias, destacándose D. Eduardo como actor consumado en el papel de «el hombre de mundo», que era a la sazón obra de gran fama”. Dicho palacio hospedó al jefe de gobierno Práxedes Mateo Sagasta en un viaje oficial a Bilbao. Eduardo Victoria de Lecea fue hijo de Sofía Arana Ampuero y de Federico Victoria de Lecea. Su padre, Federico Victoria de Lecea, fue regidor y alcalde (1845) del Ayuntamiento de Bilbao, diputado general (1839 y 1860), diputado a Cortes (1837 y 1854) y senador del reino (1847). Su abuelo paterno, Manuel Maria de Victoria de Lecea, fue tercer alcalde de Bilbao (1804), comandante del primer batallón de voluntarios de la villa durante la invasión francesa de 1808 y capitán de navío graduado y retirado de la Real Armada, y su abuela paterna fue Antonia Justa Mazarredo, hija del noble vizcaíno José Rafael Mazarredo y de Francisca Gómez de la Torre. Por su parte, su abuelo materno, Juan Ramón Arana, fue alcalde también y juez ordinario de Bilbao y capitán retirado del Ejército. Contrajo matrimonio con Carmen San Pelayo Basozábal, de cuyo enlace fueron fruto Federico, concejal del Ayuntamiento de Bilbao en quien perpetuó el linaje Victoria de Lecea; otras hijas fueron Sofía, que casó con José Echevarria, marqués de Villagodio; y Carmen.

### Estudios y contacto con Moret
Eduardo Victoria de Lecea Arana cursó estudios en Madrid, donde conoció e hizo amistad con el escritor Amós de Escalante y el poeta Adolfo Aguirre, siendo condiscípulos de Segismundo Moret, lo cual puede explicar también la querencia de Eduardo Victoria de Lecea por el progresismo sagastino. Segismundo Moret fue luego ministro de varios departamentos (Ultramar, Estado, Gobernación, Fomento) bajo la presidencia de Sagasta, así como presidente del gobierno en tres ocasiones y también presidente del Congreso. Siendo abogado y diplomático destinado en Bruselas, Eduardo Victoria de Lecea hubo de regresar a Bilbao a la muerte de su padre (1864), abandonando dicho cuerpo. Tomó el relevo de su progenitor en los órganos de poder político de Bizkaia, continuando la tradición familiar. Al ser Eduardo el primogénito de cinco hermanos recayeron sobre él los honores, vínculos, mayorazgos y patronatos de la casa Victoria de Lecea.

### Patrimonio e influencia cultural
Su patrimonio se extendía por Bilbao, Begoña, Abando, Amorebieta, Zeánuri, Lezama, Zamudio, valle de Arratia y provincia de Burgos. En 1865 integraba la lista de los mayores pudientes de la propiedad rural y pecuaria de Bilbao. Veinticinco años más tarde, seguiría ocupando similar categoría, además de ser también uno de los mayores propietarios de fincas urbanas de Bilbao. El apellido Victoria de Lecea sobresalió igualmente en los círculos socio-culturales bilbaínos. La Sociedad Bilbaína, nacida al amparo de su padre, Federico Victoria de Lecea, que fue socio fundador y arrendador de su sede social, contó con Eduardo Victoria de Lecea Arana en su presidencia a finales del siglo XIX. Diferentes instituciones hicieron recaer en Eduardo Victoria de Lecea la dirección de sus gestiones, destacando entre ellas: la presidencia de la junta directiva del colegio de sordomudos de Deusto;  la vicepresidencia de la junta de patronato de la Escuela de ingenieros industriales; su pertenencia a la Junta de instrucción pública y al consejo de la asociación vizcaína de caridad, así como su designación de delegado regio, presidente del Consejo provincial de industria y comercio.

### Alcalde de Bilbao
Eduardo Victoria de Lecea fue alcalde de Bilbao en los periodos 1-Enero-1867/20-Octubre-1868, 1-Julio-1881/30-Junio-1883 y 1-Julio-1883/30-Junio-1885. En el primer mandato él y sus colaboradores recibieron el apodo de “el colegio de Don Higinio” y se acometieron mejoras como la restauración de la basílica de Santiago, los jardines del Arenal, los muelles de encauzamiento de la ría y nuevas anexiones de terrenos a la villa. En la renovación del cargo durante los bienios comprendidos de 1881 a 1885, verificado el Ensanche bilbaíno, abordó importantes obras urbanísticas: construcción de nuevas escuelas, la casa consistorial, alhóndiga, puente de La Merced, abastecimiento de aguas y la urbanización de Albia.

### Actuación en las Juntas Generales
Siendo alcalde de Bilbao, Eduardo Victoria de Lecea actuó como compromisario en las Juntas Generales de 1868. Centró su actividad en dos comisiones: la de fueros (7-7-1868) y en la informativa del ferrocarril de Triano (18-7-1868). Aquella primera comisión estuvo revestida de especial relevancia e interés tanto por el contenido y la trascendencia de los asuntos que se trataron en su seno como por la multitud de expedientes que libró. Resumen de la tarea llevada a cabo son los expedientes, proposiciones y mociones que fueron tramitados, destacando: Gestiones para conseguir la exención absoluta de quintas (15-7-1868); oposición a la ley de guardería rural", que planteaba la formación de una fuerza armada encargada de custodiar la propiedad rural y forestal por ser opuesta a los fueros del país (15-7-1868) ; impresión y distribución por los pueblos de la memoria redactada por Pedro Egaña en defensa de las instituciones vascas, presentada en 1852 (16-7-1868); gestiones para evitar la aplicación de la real orden de 21 de enero de 1868, relativa al nombramiento por el gobierno de fieles almotacenes -encargados de contrastar pesas y medidas- y considerada contraria al fuero (18-7-1868); examen del expediente correspondiente al real decreto de 27 de noviembre de 1862 sobre aranceles de aduanas, a tratar con las Diputaciones de Álava y Gipuzkoa (19-7-1868); propuesta conjunta de fomento de la bibliografía vasca con las provincias vascas (18-7-1868); manifestación de sentimiento y gratitud en memoria del primer benemérito “padre de provincia” Pedro Novia de Salcedo (18-7-1868); distribución por los ayuntamientos de la Historia de la Legislación, escrita por Amalio Marichalar y Cayetano Manrique (19-7-1868); acuerdo de restaurar y conservar monumentos y recuerdos históricos vascos, así como de establecer premios para los descubridores de antigüedades que ilustrasen la historia del país, a propuesta de Antonio Trueba, archivero y cronista del Señorío (18-7-1868); gestiones para conseguir la exención de impuestos a los comerciantes de pólvora y materias explosivas, exentos según los fueros y libertades del país (17-7-1868); acuerdo de mantener estrechos vínculos entre Álava, Bizkaia, Gipuzkoa y Navarra que “pudieran producir excelentes resultados en el porvenir de estas provincias” (19-7-1868); gestiones para que no se aplicase el real decreto de 21 de octubre de 1866, reformatorio de la ley de ayuntamientos, por sus disposiciones antiforales (17-7-1868); gratitud al general Francisco Lersundi por la defensa de los fueros librada en los debates del Senado de los días 28 y 29 de mayo de 1867 (19-7-1868).

### Diputado General de Vizcaya
El 1 de septiembre de 1870, Camilo Benítez de Lugo, gobernador civil de Bizkaia, comunicaba a la Diputación la coincidencia del levantamiento carlista con la dejación de sus puestos de los dos diputados generales primeros. Éstos fueron acusados de participación en la conspiración, y los diputados segundos y terceros se consideraron excluidos de sus cargos al “haber perdido los Diputados primeros su investidura sin haberla delegado con los requisitos del Fuero”. Estas consideraciones llamaban al nombramiento de un nuevo gobierno, para el que fue designado diputado general oñacino Eduardo Victoria de Lecea (9-1870/12-1872). La Diputación existente hasta la fecha se sometió a la medida, disolviéndose, pero protestó la ilegalidad cometida al carecer el Estado de la facultad de modificar las instituciones del país. Eduardo Victoria de Lecea juraba su cargo el 4 de septiembre de 1870, dirigiendo unas breves palabras sobre las graves circunstancias del país que ponían en riesgo las instituciones del mismo. Propuso nombrar una comisión que redactase un manifiesto dirigido a los habitantes del Señorío explicando las causas de la instauración del nuevo gobierno interino. Durante su mandato se manifestó en contra de suscitar al corregidor la suspensión de todos los conventos de frailes de la provincia, moción presentada al regimiento por Cosme Echevarrieta (6-9-1870). Se le nombró para conferenciar con el ministro de la Gobernación (13-9-1870), expresando no ser la persona acorde por “los pocos conocimientos que acerca de la legislación del País tenía”, por lo cual se unió en comisión Timoteo Loizaga. El 19 de septiembre de 1870 Eduardo Victoria de Lecea daba cuenta de los resultados de tales conversaciones que, si bien suponían el respeto de los fueros y costumbres del país, sin embargo, evidenciaban la intención del ministro de la Gobernación de intervenir en el régimen del Señorío, por medio del corregidor, para evitar que tras sus instituciones se escondiesen principios subversivos. Las medidas propuestas hacían referencia también al obispado de Vitoria, arreglo parroquial y el clero en general. Se decidió nombrar una comisión para estudiar con detenimiento las medidas más apropiadas y sin repercusiones en las instituciones vascas y menoscabo de la legalidad foral. Alcanzada la normalización del país, Eduardo Victoria de Lecea, entre otros, solicitó al ministro de la Gobernación la convocatoria de Juntas Generales extraordinarias para elección de la Diputación y Regimiento (4-9-1871). El 23 de mayo de 1872 suscitó la renovación de los ayuntamientos que no inspiraran confianza y el planteamiento del arreglo parroquial del Señorío, propuesto por la Diputación y aprobado por el Gobierno sobre la base de la real orden de 1 de octubre de 1871, puntos que fueron adoptados por el Regimiento general para su inmediata ejecución. Poco después, era nombrado en comisión, junto a Timoteo Loizaga, para tratar con el duque de la Torre y el gobierno la adopción de medidas, acordadas por la Diputación, a fin de evitar nuevas sublevaciones carlistas (8-6-1872).

### Conferencias entre las tres provincias vascas
Su cargo de diputado general le deparó la asistencia a las conferencias que, entre las Diputaciones vascas, se celebraron en torno a esos años. En noviembre de 1871 reunió a las tres provincias en Bilbao el oficio del corregidor de Gipuzkoa referente a la ejecución de las leyes de Ayuntamientos y Diputaciones provinciales, motivo de contrafuero y conflictos en opinión de la Diputación vizcaína. Se decidió a instancias de Victoria de Lecea que “cada Diputación obrara en consonancia con su situación especial, pero que en el caso de que la aplicación de la ley municipal envolviese alguna novedad para las atribuciones forales de las Diputaciones y los Ayuntamientos, o en el sistema de correspondencia de los municipios con la administración provincial, se procedería colectívamente a elevar un recurso al Gobierno para salvar sus derechos”.

### Bloqueo carlista de Bilbao de 1873
Al comenzar el bloqueo de Bilbao en 1873, Eduardo Victoria de Lecea figuraba en el batallón de auxiliares y, encontrándose al frente de la Diputación en solitario Manuel Mª Gortázar, se nombró a Eduardo Victoria de Lecea en sustitución del diputado general Francisco Cariaga. Fue investido “padre de provincia” en la Junta General del 3 de octubre de 1876.

### Senador y Diputado
Eduardo Victoria de Lecea obtuvo la representación vizcaína en el Senado en 1889, cargo que juraba et 25 de febrero de 1890, tras la aprobación del acta de elección un mes antes. Participó en comisiones referentes a caminos y ferrocarriles. Un año después llegaba su designación como diputado a Cortes, por el distrito de Bilbao. La comisión de incompatibilidades juzgó el acta electoral por contener protestas y reclamaciones, que no afectaron ni a la validez de las elecciones ni a la capacidad legal de los elegidos. Aprobado y admitido como diputado a Cortes (10-3-1891), juraba el cargo et 27 de mayo de 1891. Integró comisiones de carreteras y ferrocarriles, como antes en el Senado.